# Chrysopidia (Anachrysa) elegans
Chrysopidia (Anachrysa) elegans is een insect uit de familie van de gaasvliegen (Chrysopidae), die tot de orde netvleugeligen (Neuroptera) behoort. 
Chrysopidia (Anachrysa) elegans is voor het eerst wetenschappelijk beschreven door Hölzel in 1973.